# Le Désastre
Pour plus de détails, voir Fiche technique et Distribution.
Le Désastre (Беда) est un film soviétique réalisé par Dinara Assanova, sorti en 1977,.

## Fiche technique
- Photographie : Anatoli Lapchov, Nikolaï Stroganov
- Musique : Evgeni Krylatov
- Décors : Evgeni Gukov, N. Kholmova
- Montage : Tamara Lipartia